# Las santas de Zurbarán

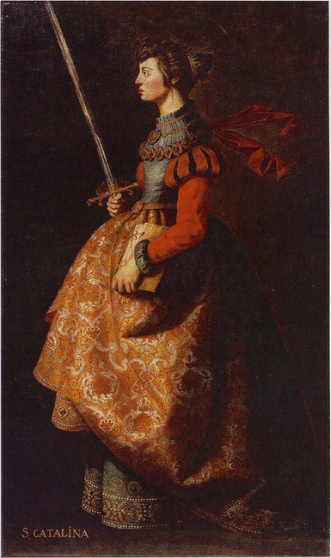
Santa Catalina de Alejandría. Obra de Zurbarán. Óleo sobre lienzo. 177 x 99 cm. Colección privada

Las llamadas santas de Zurbarán son un conjunto de lienzos realizados por Francisco de Zurbarán que representan a mujeres santas. Fueron  encargados por diferentes comunidades religiosas y por clientes particulares. Odile Delenda, historiadora del arte especializada en este artista, reconoce diecisiete pinturas autógrafas del maestro y de gran calidad dentro de este género, realizadas posiblemente entre 1635 y 1650. Además, existen otras numerosas obras atribuidas a su taller o de dudosa autoría, de calidad inferior. Esta temática es la más tratada por Zurbarán, junto con la del Cristo crucificado, las Inmaculadas y las versiones de san Francisco de Asís.

## Introducción
La mayoría de estas diecisiete obras representan figuras de cuerpo entero —algunas de tres cuartos— y el formato de los lienzos es siempre vertical. Siempre son figuras individuales, algunas de tamaño cercano al natural, sobre un fondo oscuro, liso y neutro, exento de paisaje, mobiliario o arquitectura. Generalmente las figuras están de perfil, con el rostro girado hacia el espectador, portando los atributos que las caracterizan y van elegantemente vestidas con ropas anacrónicas para la época en que vivieron, pero inusuales también para el siglo XVII. Algunas son adolescentes, casi niñas, otras son más adultas, pero nunca son de edad avanzada aunque el personaje representado así lo requiriera. Algunas de estas obras fueron concebidas como cuadros de devoción aislados, como debió de serlo la Santa Margarita de la National Gallery de Londres, vestida como campesina e inventariada en 1789 en la Casita del Príncipe de El Escorial dentro de la colección de Carlos IV como «Retrato de una Paisana con unas alforjas colgadas del brazo», o bien formaron pareja —pendant— como ocurre con los retratos de las santas Apolonia del Louvre y Lucía del Musée des Beaux-Arts de Chartres, procedentes con toda probabilidad del retablo mayor de la iglesia del Convento de la Merced (Sevilla), donde Antonio Ponz menciona su presencia, y sirvieron de prototipos para formar en el taller del maestro y copiadas por sus discípulos y oficiales, ciclos o series de santas en número variable, muchos de ellos destinados al poco exigente mercado americano.

### Obras del taller de Zurbarán
Algunos de estos lienzos sirvieron de prototipos en el taller que Zurbarán poseía en un cuarto de los Reales Alcázares de Sevilla para crear series de santas. Se conservan dos de esos ciclos en el lugar para el que fueron pintados, en la iglesia de las Clarisas de Carmona, de un modesto imitador del maestro extremeño, y en la iglesia de San Agustín de Bogotá, de similares características. Su disposición a los lados de la nave, en alto, desfilando hacia el altar sus figuras con sentido procesional, como en algunas iglesias bizantinas, ilustran uno de los posibles usos de estas series. Pero el carácter seriado es característico de los encargos para el mercado americano y, del mismo modo, del taller de Zurbarán y casi siempre con destino a Lima salieron apostolados y series de emperadores romanos, hombres de la fama, fundadores de órdenes religiosas, sibilas, patriarcas y ángeles.
Se conocen los nombres de algunos de estos oficiales —José Durán, Alonso de Flores, Diego Muñoz, Bernabé de Ayala entre otros— pero únicamente Ignacio de Ries está suficientemente estudiado. Ello imposibilita discernir tanto la intervención de cada oficial en una determinada serie o incluso en un mismo lienzo individual, donde en ocasiones es perceptible la participación de distintas manos, entre las que podía figurar la del propio maestro, que se podía ocupar de alguna parte concreta o de dar el toque final.
Ese carácter seriado y casi industrial que tienen las series surgidas del taller permite explicar que, por ejemplo, en 1647, Zurbarán se comprometiese a enviar a Lima, a la abadesa del monasterio de Nuestra Señora de la Encarnación, diez cuadros de la vida de la Virgen y veinticuatro «vírgenes de cuerpo entero», y que solo dos años más tarde, en febrero de 1649, asumiendo también funciones de empresario dedicado a la exportación, enviase a Buenos Aires «quince vírgenes de cuerpo entero, quince pinturas de cuerpo entero de Reyes y ombres ynsignes, veynte y quatro Santos y patriarcas [...] Mas nuebe payses de flandes, veynte y seis libras de colores [...] algunos pinceles...», o que en 1665 Luis Carlos Muñoz contratase en Sevilla con destino al mercado americano ciento doce cuadros de ángeles, apóstoles, vírgenes y hombres de la fama a pintar en solo cuatro meses. Ningún documento detalla qué santas integraban esas conjuntos. Las escasas series conservadas están formadas por obras de calidad muy desigual y que no destacan por su maestría. Sin embargo, algunas santas del conjunto procedente del Hospital de las Cinco Llagas de Sevilla están consideradas por Paul Guinard de buena calidad.

## La vestimenta de las santas
En estos lienzos llama la atención la variedad y la suntuosidad de la vestimenta de las santas. Tradicionalmente, estos personajes sacros se representaban a partir de la imagen de una mujer modesta pero, en el siglo XVII, a menudo se pasó a reproducir la concepción jerárquica de la sociedad. Así, no resultaba extraño que estas santas se representaran vestidas conforme a su supuesta situación en el Cielo, donde vestirían de una forma acorde a sus méritos. Jeannine Baticle se pregunta: «¿Quién se vestía así en Sevilla, entre 1630 y 1640, sino las santas de Zurbarán?», pero el pintor no deseaba reproducir la moda de su época, ni tampoco intentaba copiar la de la época en que vivieron estas mujeres.
Según algunos autores, la postura e indumentaria de las santas deriva arbitrariamente de modelos italianos o flamencos. Pero en varios lienzos las jóvenes parecen acudir a una procesión y, según Vicente Lleó Cañal, sus trajes se basan en los que solían usarse en la procesiones del Corpus Christi de su época en Sevilla, para conmemorar a dichas santas. También es posible que se inspiren en personajes teatrales, pero ello es dudoso, porque las obras de teatro no gozaban de la mejor reputación, a no ser que fueran autos sacramentales.

## Retratos a lo divino
Zurbarán representa los personajes sagrados respetando el espíritu post-tridentino y traduciendo la idea de la santidad tal y como la imaginaban los teólogos de la época: la belleza permite revelar algo de lo divino. Así, en algunos lienzos, el maestro representa su ideal de belleza femenina: pelo moreno, rostro de forma ovalada, grandes ojos negros, boca pequeña, mejillas sonrosadas y cejas algo separadas.
Pero otros lienzos, debido a la individualización de los rasgos fisonómicos, parecen auténticos retratos, que penetran en la psicología del personaje, de forma que Emilio Orozco los llama «retratos a lo divino». La iconografía tradicional ofrecía la oportunidad de pintar santas a partir de la imagen de una mujer sencilla, pero en el período Barroco se extendió entre ciertas damas la costumbre de hacerse retratar con los atributos de la santa de su nombre.
En una sociedad habituada a la lectura de símbolos a veces muy sutiles —ocultos bajo la realidad cotidiana— estas imágenes de apariencia casi profana, también se usaban para la meditación piadosa. Ello no era del agrado de todos los moralistas y ya el Concilio de Trento advertía contra los abusos en la profanidad de las galas con que eran vestidas las santas, particularmente en las tallas llamadas de vestir, advertencia de la que se hicieron eco los sínodos provinciales, como el de Sevilla de 1604 presidido por el arzobispo Fernando Niño de Guevara, pero no desentonaba con las descripciones del atuendo de las santas en el Cielo, según se podían encontrar en algunas revelaciones particulares que corrían impresas, como las de sor Juana de San Antonio, publicadas en 1629.

## Lienzos autógrafos de Francisco de Zurbarán
En los siguientes enlaces se halla cumplida información sobre las siguientes pinturas:
- Santa Águeda. Odile Delenda considera autógrafos dos lienzos, que componen las referencias 109 y 182 de su catálogo razonado y crítico.
- Santa Apolonia. O. Delenda considera autógrafo un lienzo, con el número 117 de su catálogo.
- Santa Casilda. O. Delenda considera autógrafo dos lienzos, con los números 94 y 156 de su catálogo.
- Santa Catalina de Alejandría. O. Delenda considera autógrafo dos lienzos, con los números 157 y 159 de su catálogo.
- Santa con palma y corona. O. Delenda considera autógrafo un lienzo, con el número 158.
- Santa Dorotea.O. Delenda considera autógrafo un lienzo, con el número 203.
- Santa Eufemia. Un lienzo, considerado obra de Zurbarán, en el Museo del Prado y otro de autoría dudosa en el Palazzo Bianco de Génova,
- Santa Isabel de Portugal. O. Delenda considera autógrafo un lienzo, con el número 95
- Santa Lucía. O. Delenda considera autógrafo tres lienzos, con los números 118, 160 y 205
- Santa Margarita. O. Delenda considera autógrafo un lienzo, con el número 207.
- Santa Marina. Un lienzo auténtico de Zurbarán, según el Museo Carmen Thyssen Málaga y otro probablemente de taller en el Museo de Bellas Artes de Sevilla.
- Santa Rufina. O. Delenda considera autógrafo tres lienzos, con los números 201, 202 y 204

## Galería de imágenes

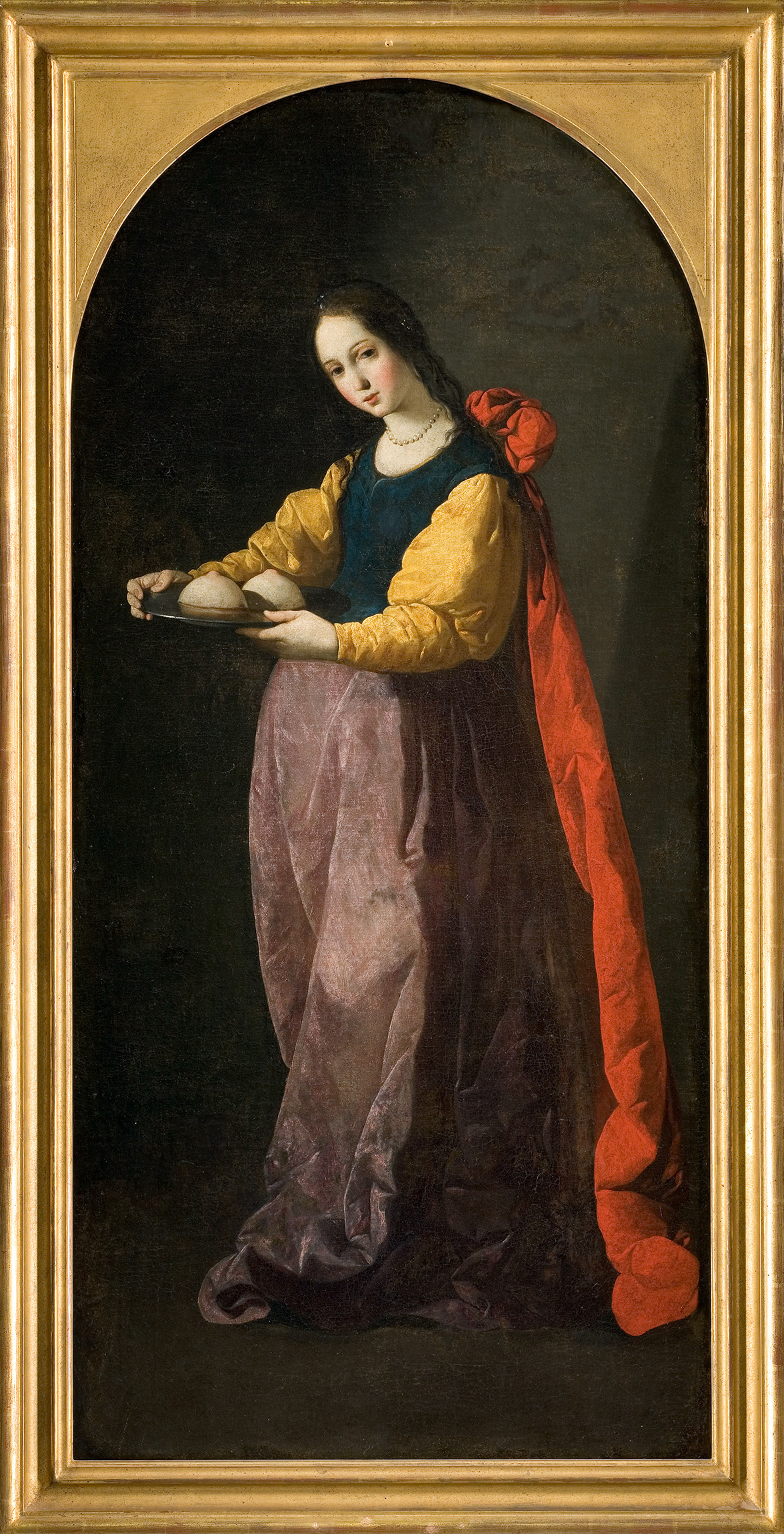
Santa Águeda (Museo Fabre)
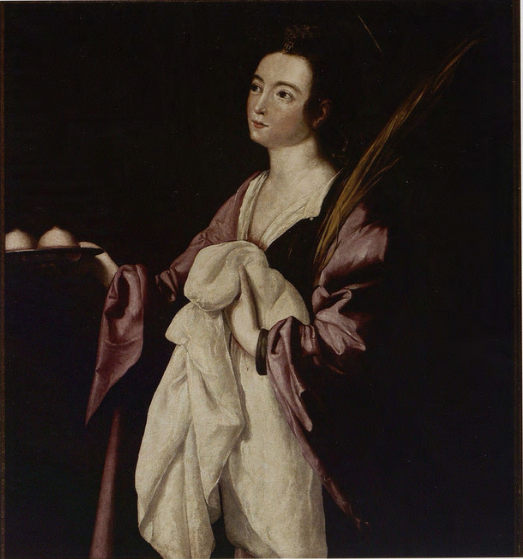
Santa Águeda (Colección privada)
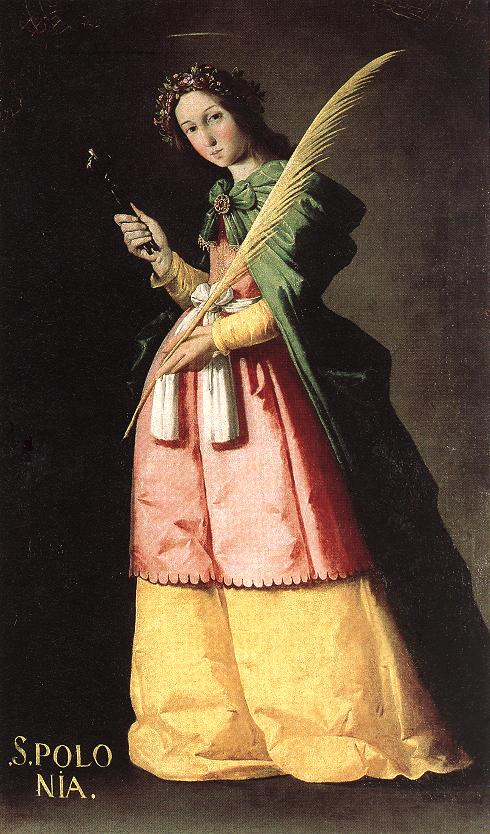
Santa Apolonia
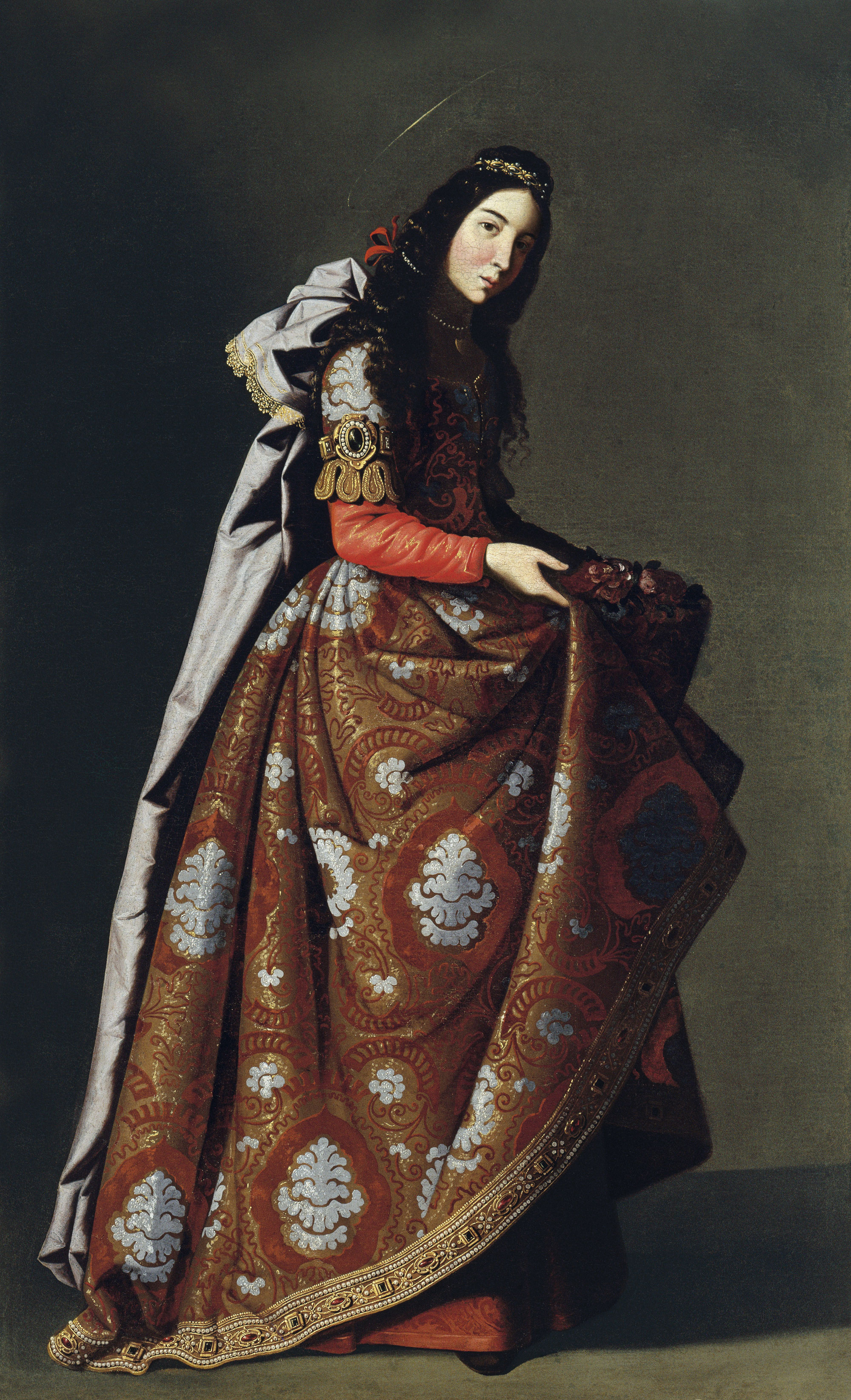
Santa Casilda
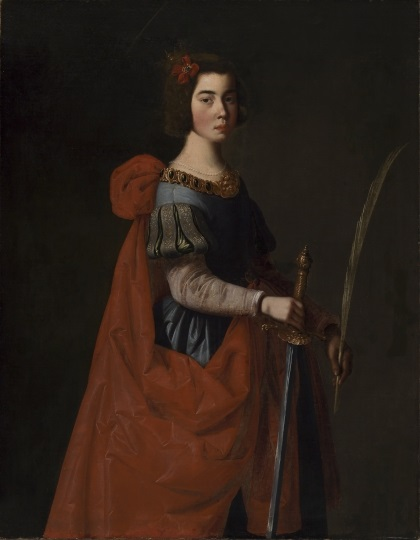
Santa Catalina de Alejandría (Bilbao)
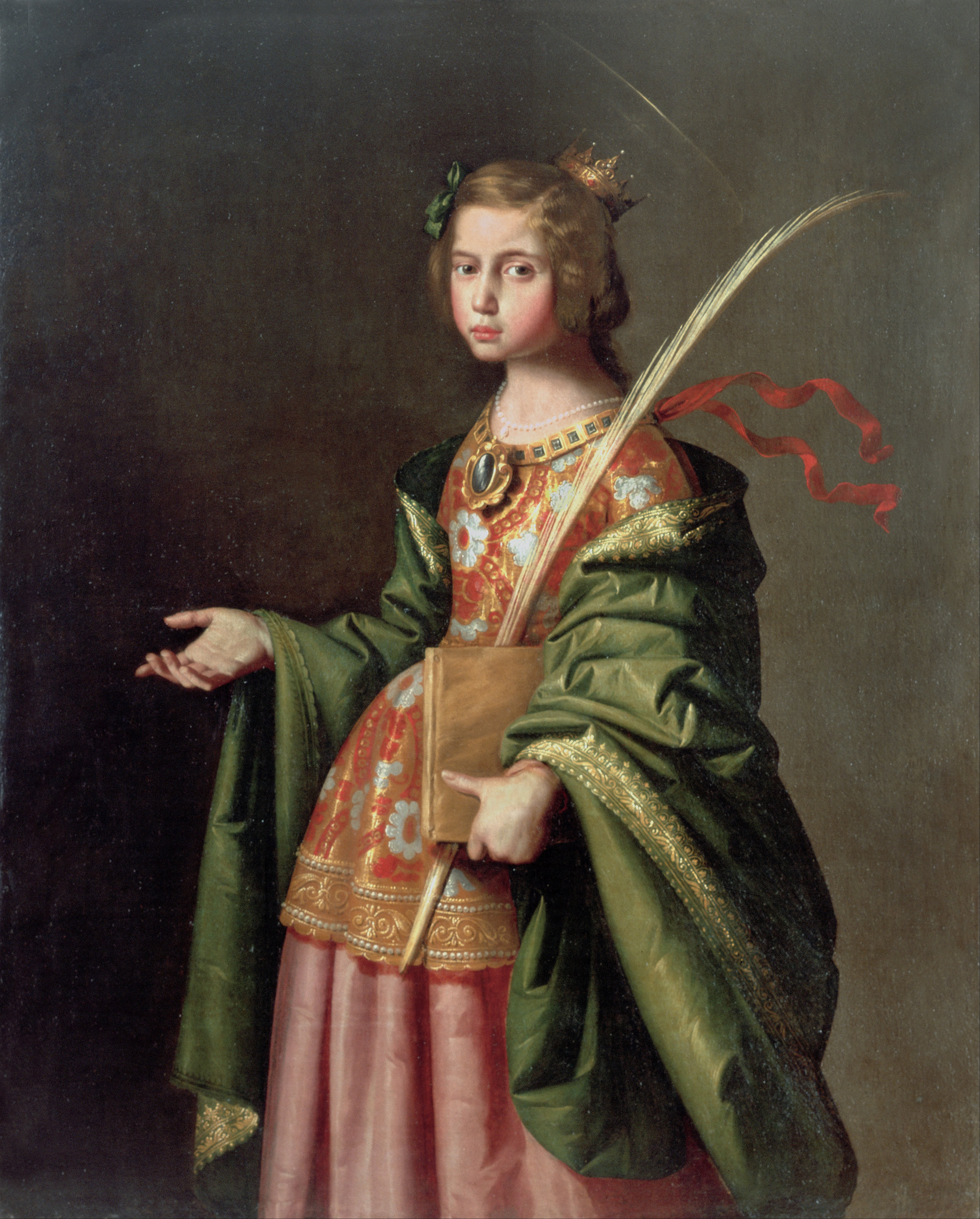
Santa con palma y corona
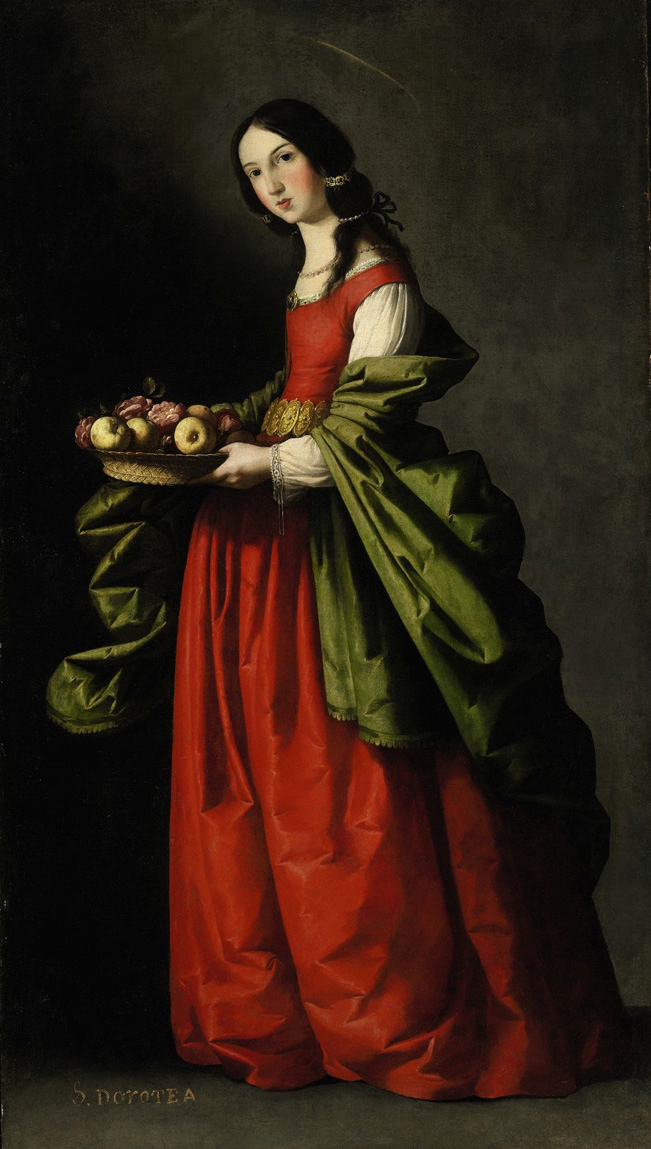
Santa Dorotea
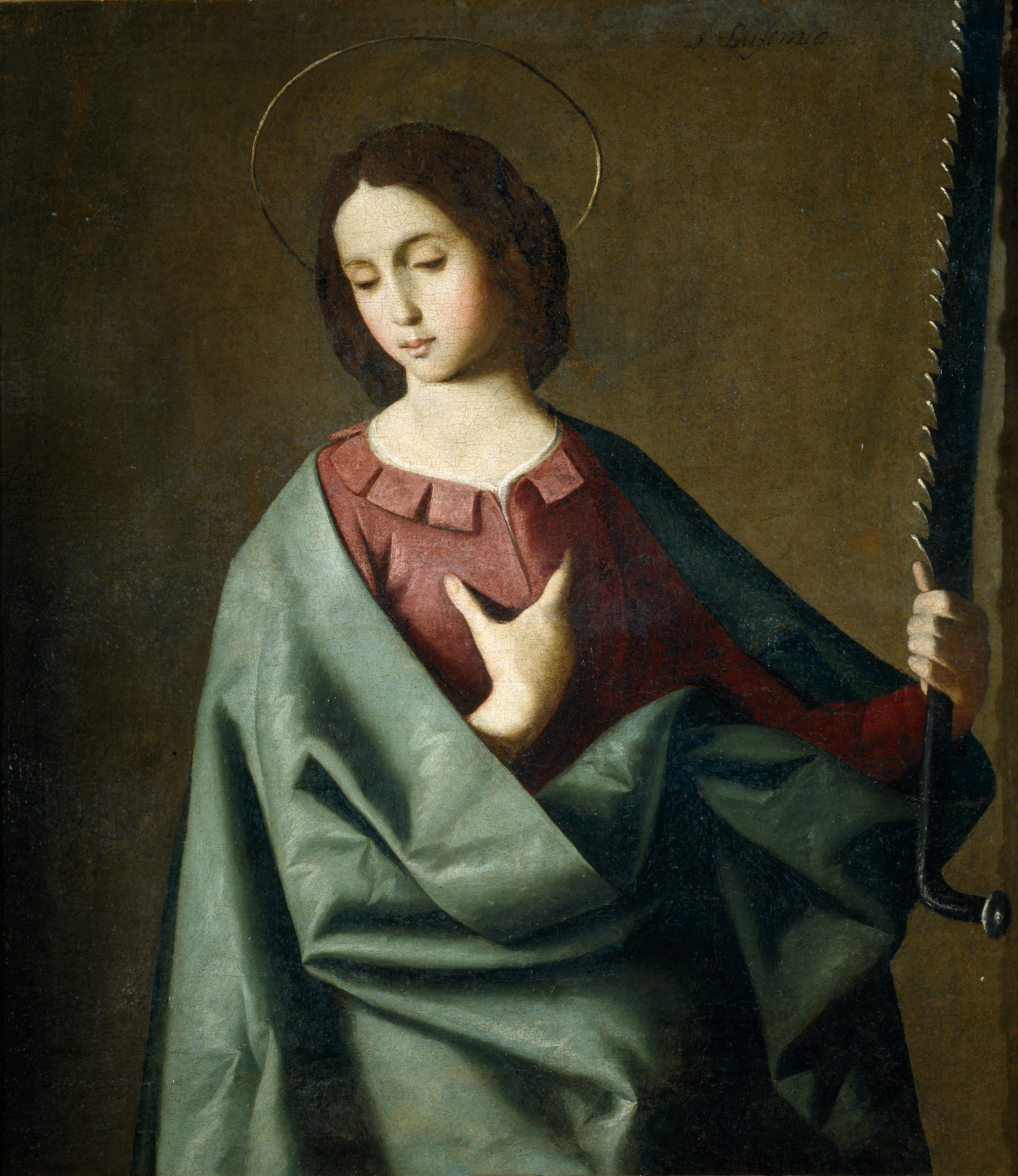
Santa Eufemia
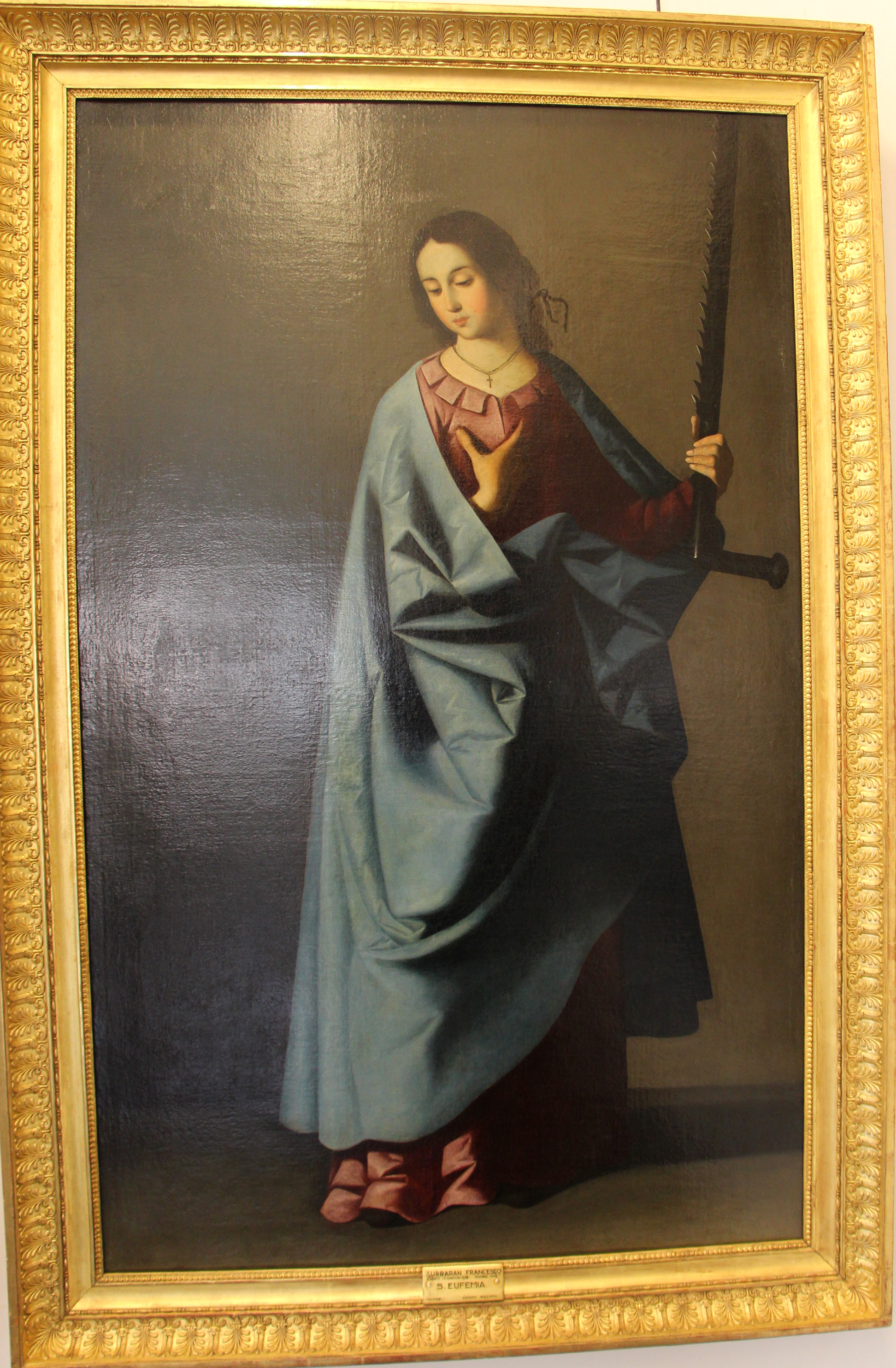
Santa Eufemia-Génova
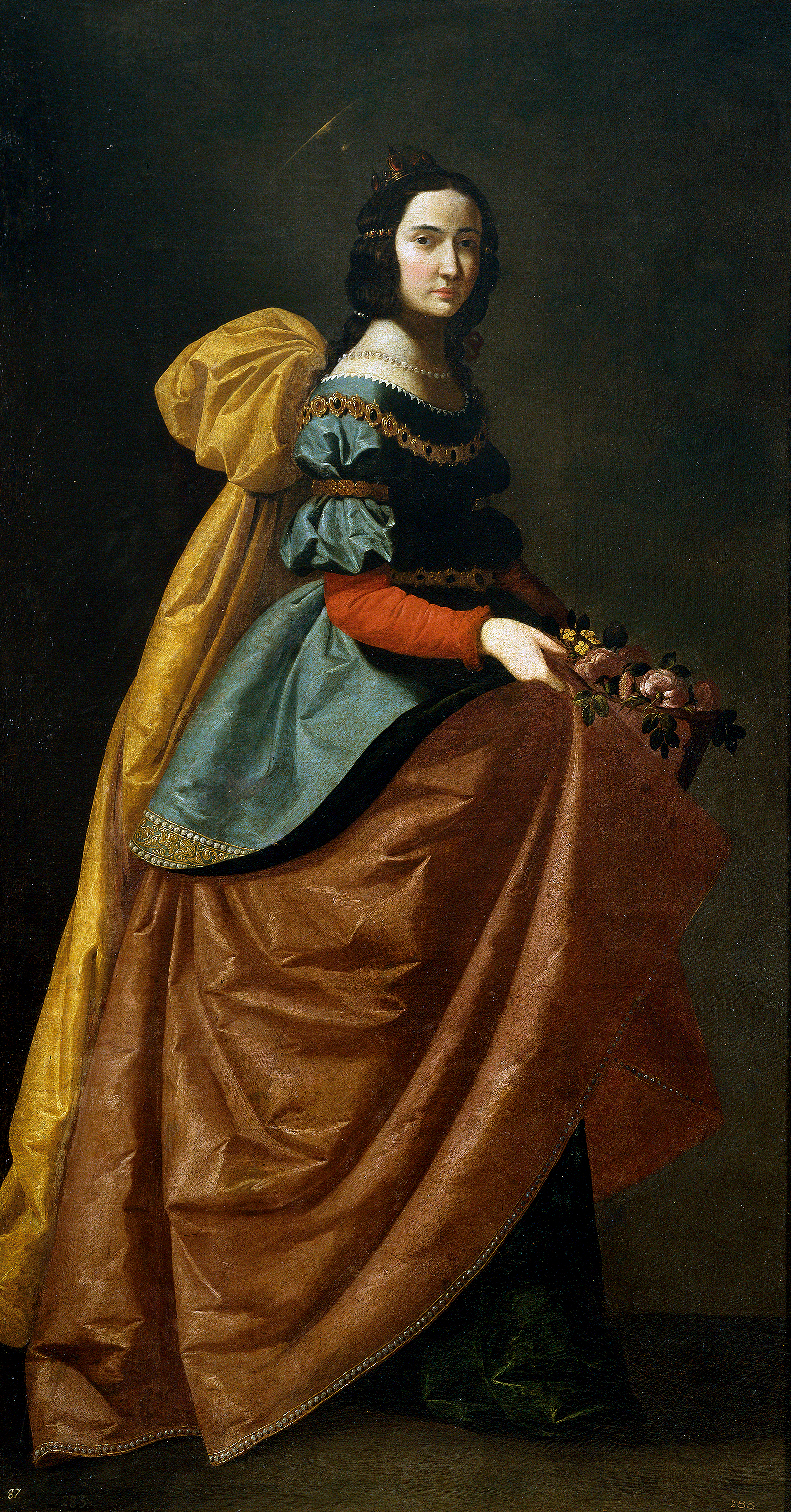
Santa Isabel de Portugal
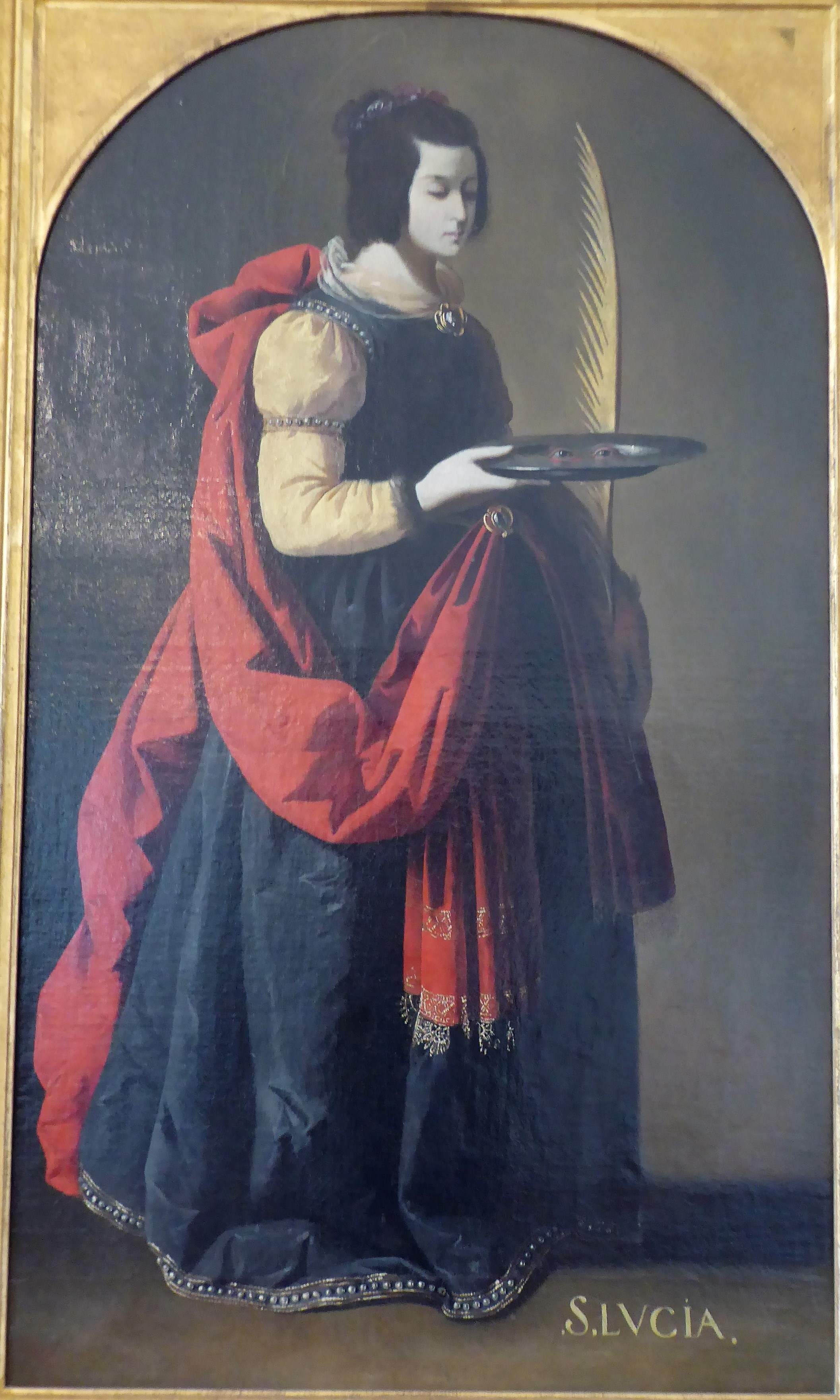
Santa Lucía (Chartres)
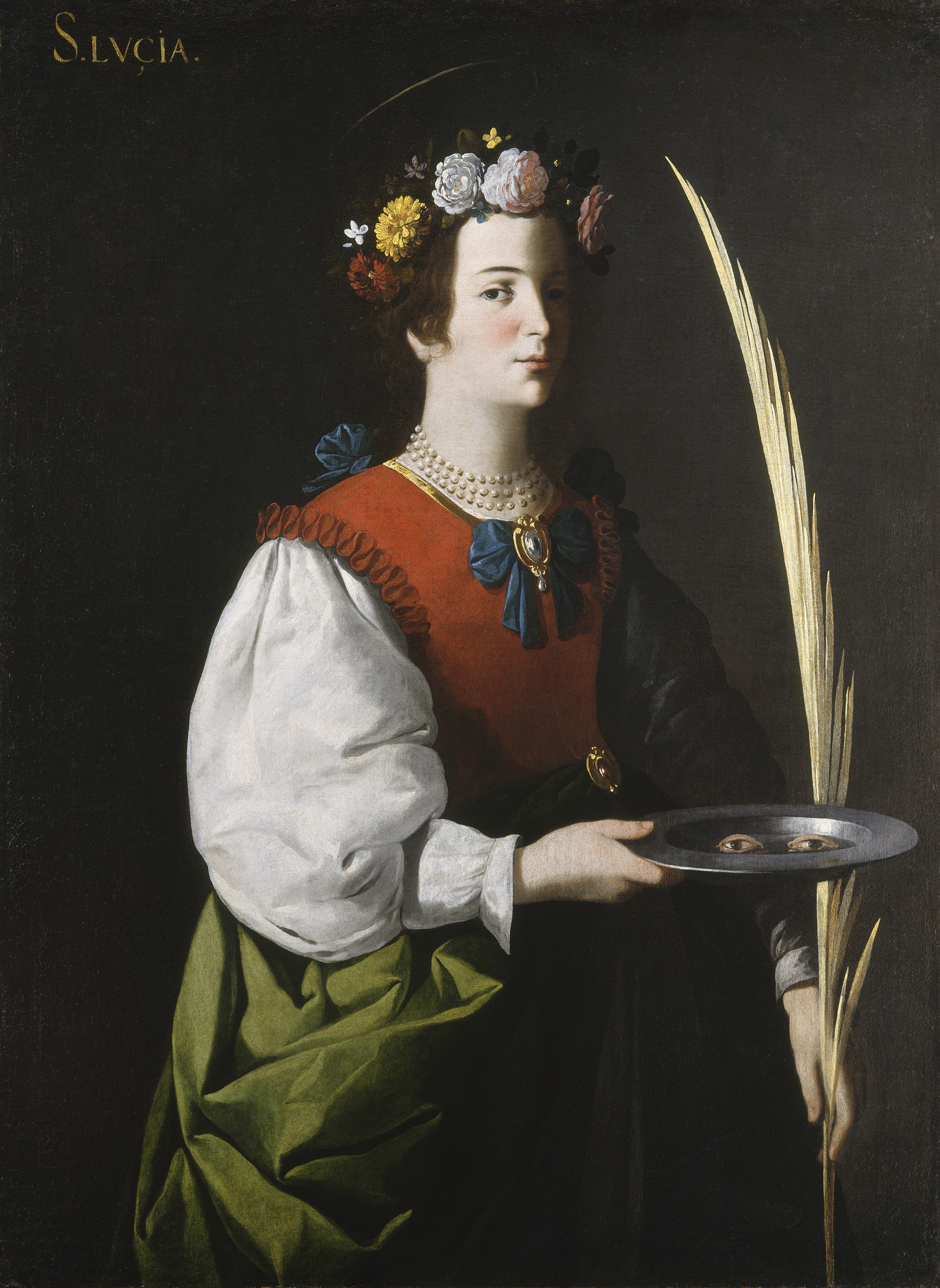
Santa Lucía (Washington)
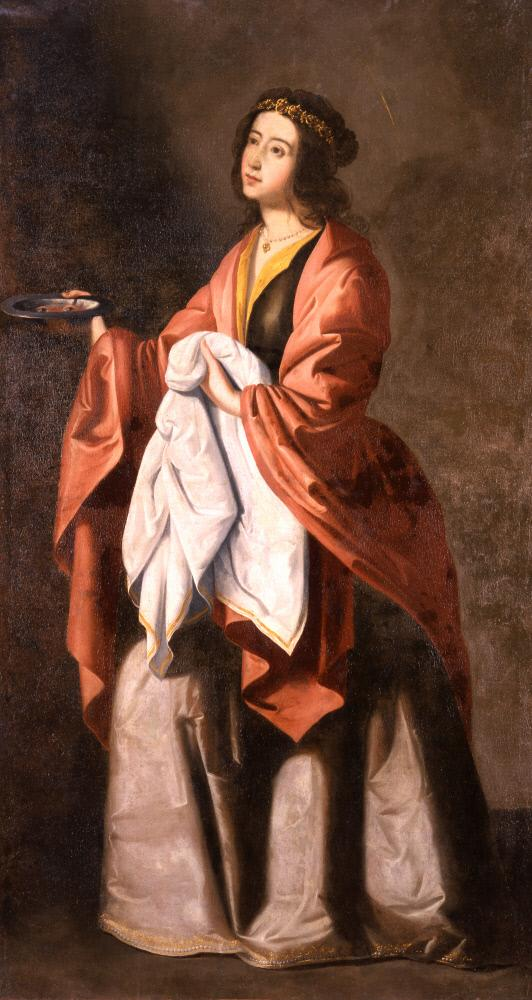
Santa Lucía (Hispanic Society)
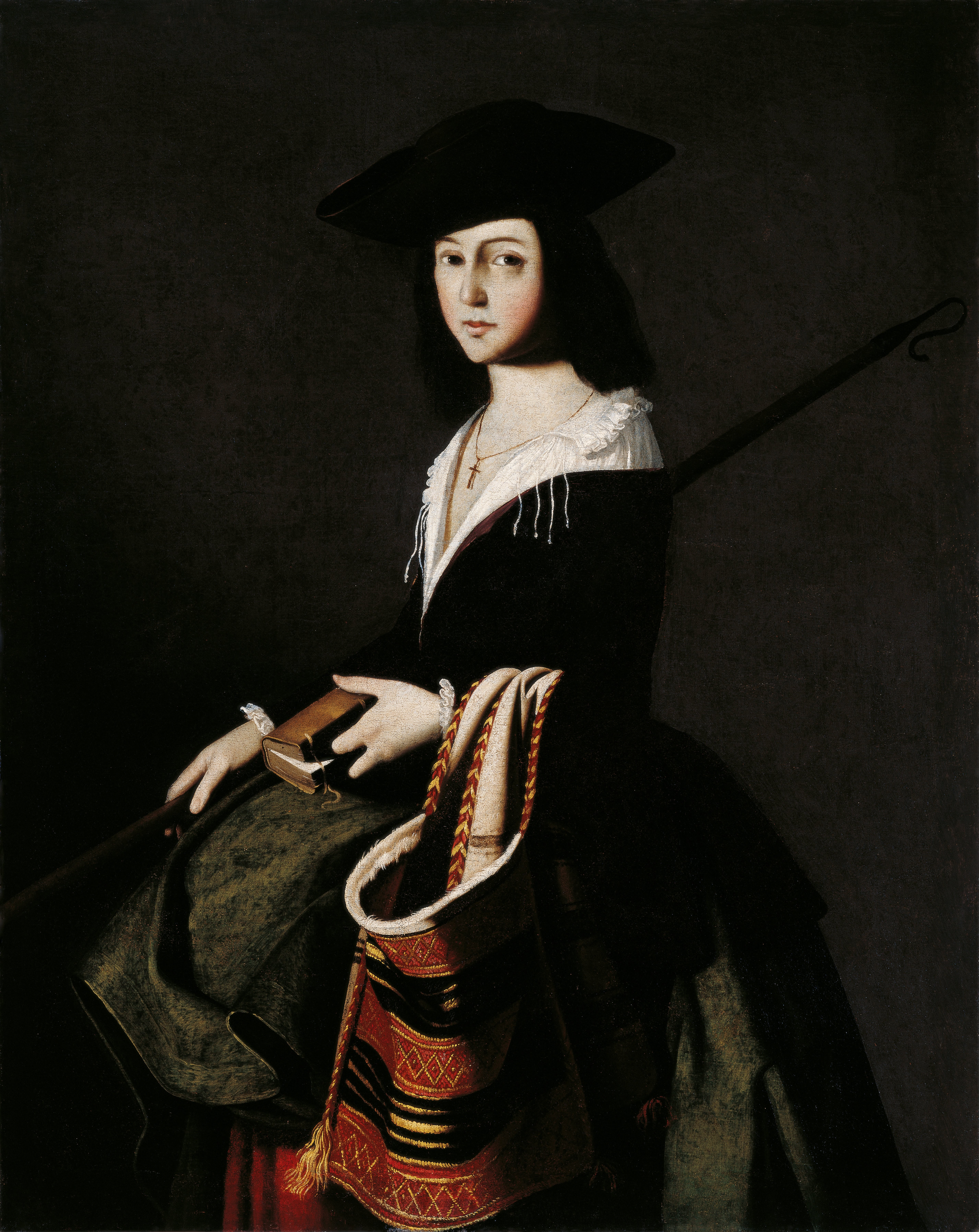
Santa Marina
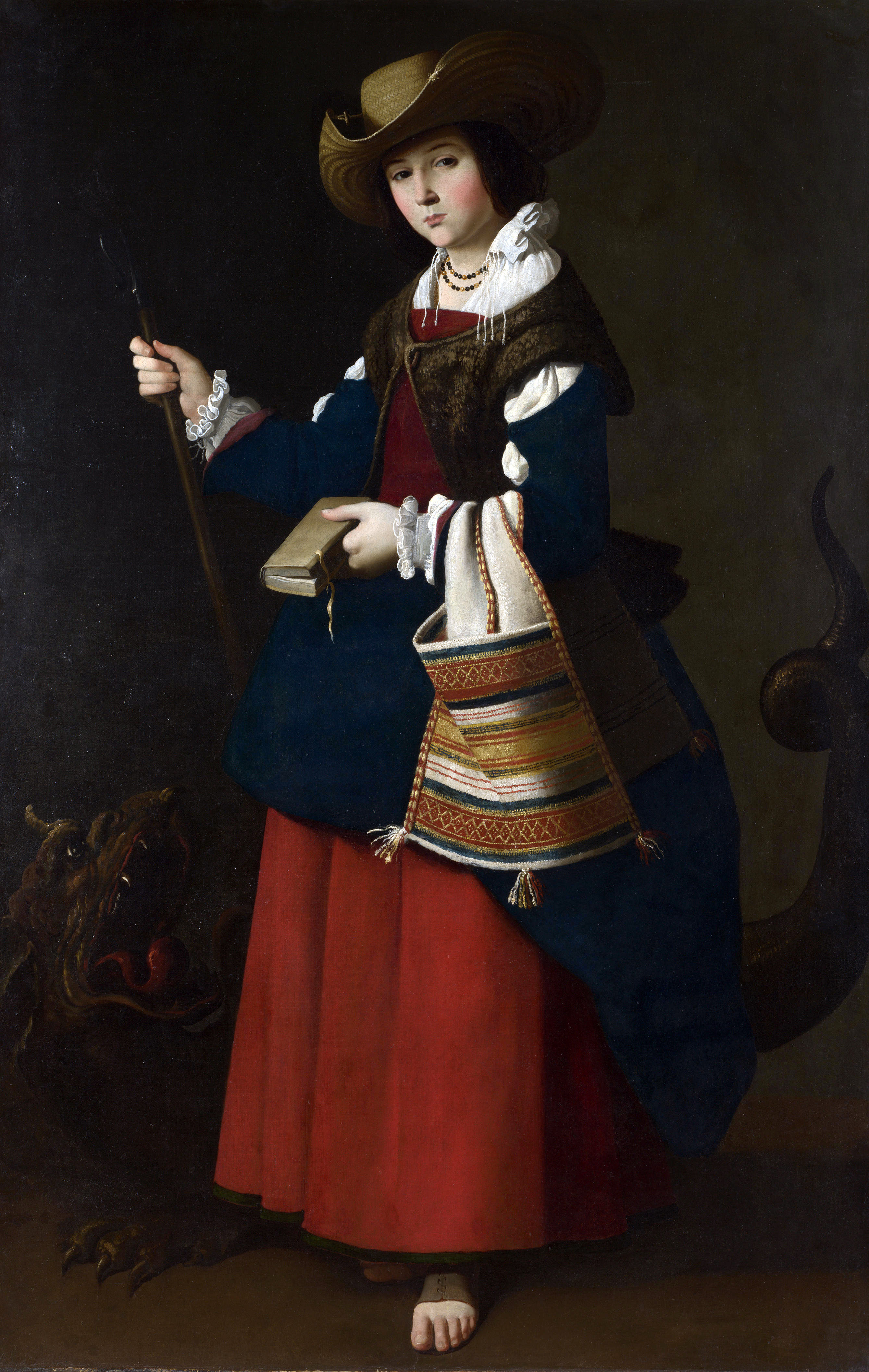
Santa Margarita
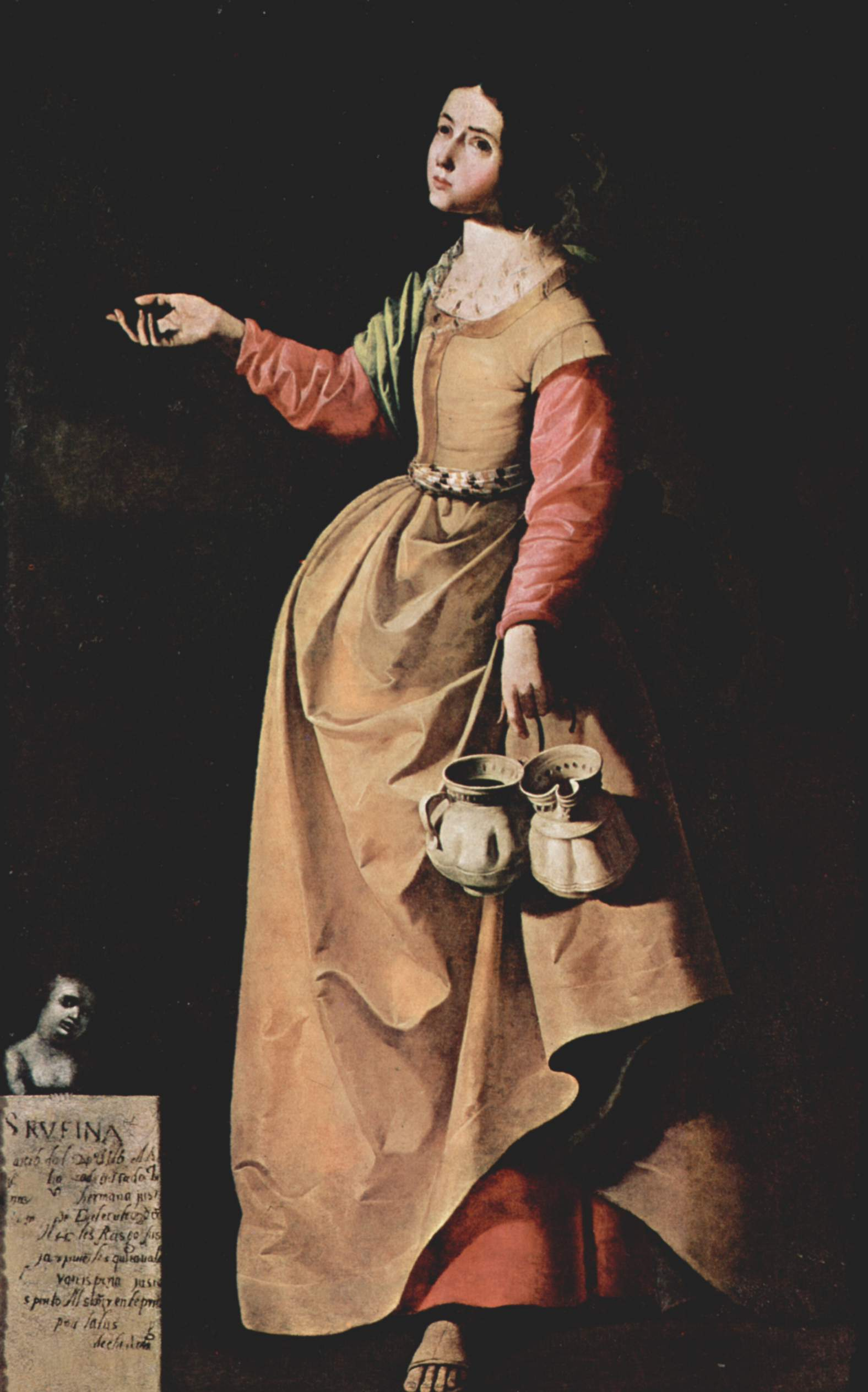
Santa Rufina (Dublín)
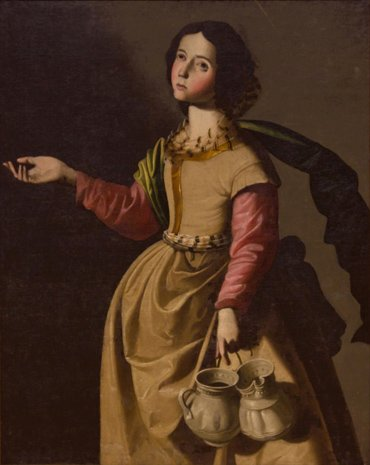
Santa Rufina (Smolensk)
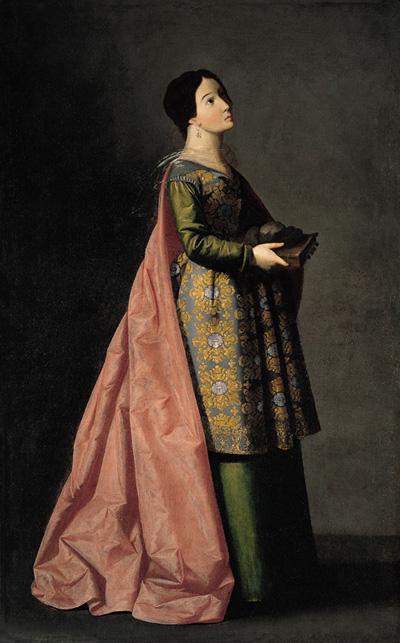
Santa Emerenciana (Hispanic Society)
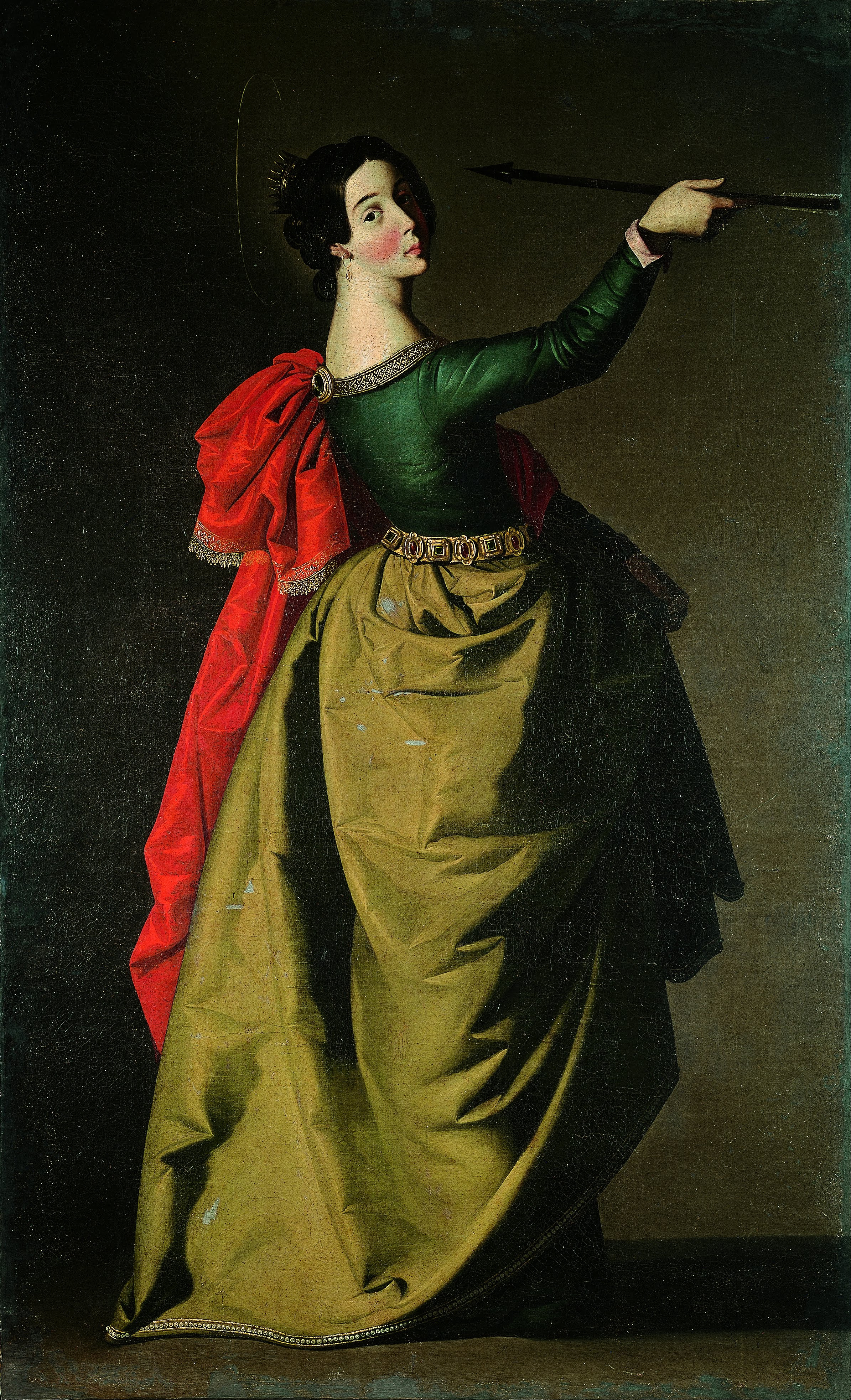
Santa Úrsula